# Ej större bröd oss kommer till
Ej större bröd oss kommer till är en kristen psalm. Texten är skriven av Johan Olof Wallin.

## Publicerad i
- Den svenska psalmboken 1819, som nummer 282 under rubriken "Kristligt sinne och förhållande - I allmänhet: Förhållandet till oss själva och nästan: Försakelse, flit och förnöjsamt sinnelag".[1]